# Asia Argento
Asia Argento (* 20. září 1975 Řím) je italská herečka, režisérka a scenáristka. Jejím otcem je režisér Dario Argento a matkou herečka Daria Nicolodi. Svou hereckou kariéru zahájila již v dětství, v polovině osmdesátých let. Později hrála například ve filmech Královna Margot (1994), B. Monkey (1998) a Vstupní brána (2007). V roce 2000 debutovala jako režisérka celovečerního filmu Osamělá kočka, v němž rovněž ztvárnila roli a je spoluautorkou autobiografického scénáře. Později natočila filmy Srdce je zrádná děvka (2004) a Nepochopená (2014). Rovněž hrála ve videoklipu k písni „This Picture“ skupiny Placebo. Roku 2013 vydala hudební album Total Entropy. V roce 2015 režírovala klip k písni „Mad Truth“ kapely The Pop Group. V letech 2008 až 2013 byl jejím manželem režisér Michele Civetta.